# Malarz od chińszczyzny

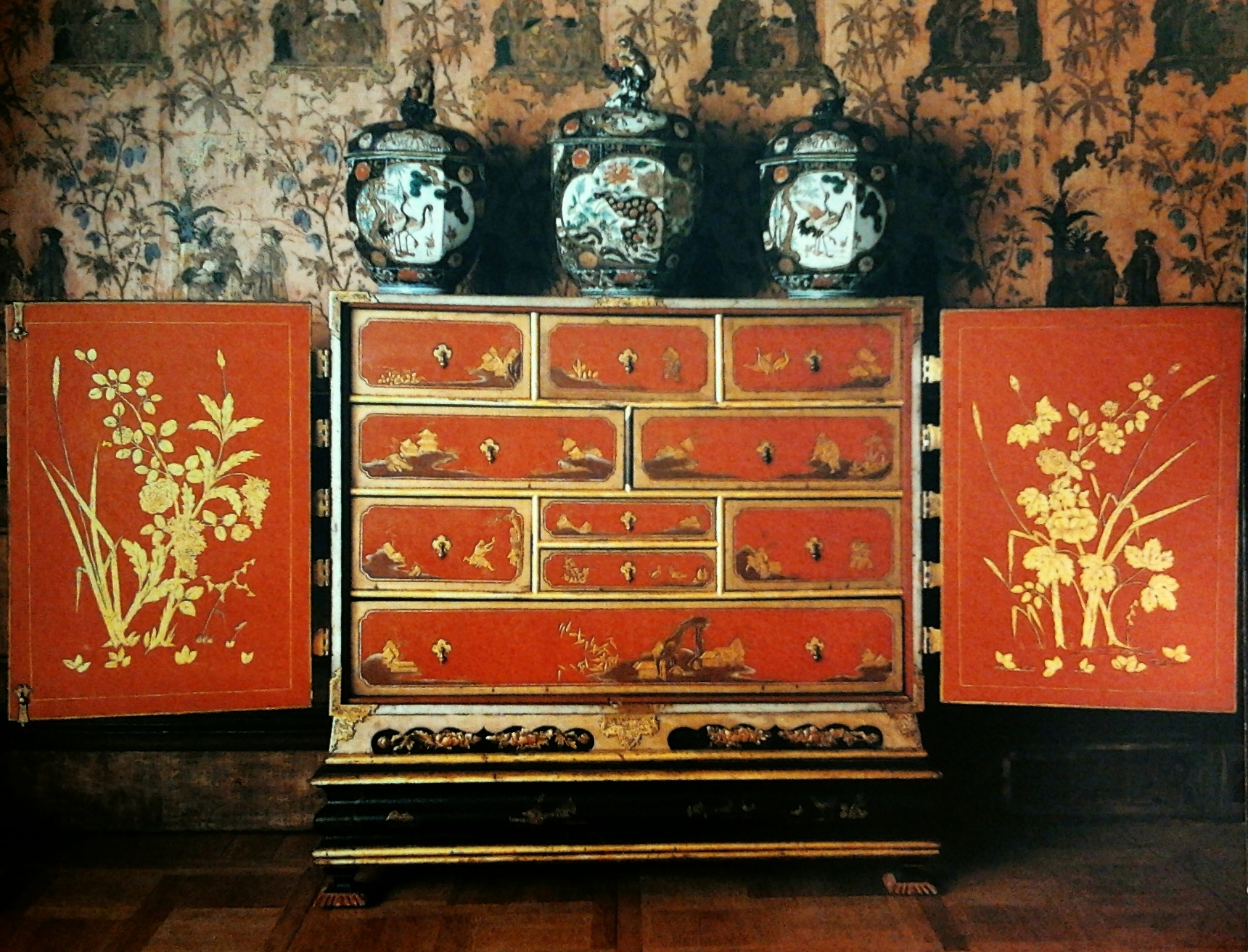
Kabinet saskiej roboty z monogramem króla Augusta II, zbiory wilanowskie

Malarz od chińszczyzny, magister (mistrz) od chińszczyzny, chińczyk – zawód, specjalizacja malarska w Polsce w XVIII w. Malarz ten specjalizował się w zdobnictwie, technikach malarskich, lakierniczych i pozłotniczych z motywami chinoiserie. Taki sposób zdobienia mebli, wnętrz, powozów itp. był modny w Polsce od końca XVII wieku z przerwami przez ponad sto lat.

## Historia

### Moda na chińszczyznę na ziemiach polskich
W drugiej połowie XVII w. narodziła się w Europie moda na chińszczyznę. Armatorzy utrzymujący kontakty z Dalekim Wschodem sprowadzali porcelanę, meble, materiały i technologie z Chin i Japonii. Możni kolekcjonerzy przedmiotów pochodzących ze Wschodu budowali dla swoich zbiorów stylizowane pomieszczenia, pawilony, kamery. Takim kolekcjonerem w Polsce był między innymi król Jan III Sobieski. Zdobienia à la chinoiserie w Gabinecie Chińskim w Wilanowie wykonywał dla niego malarz i pozłotnik Jan zwany Apellesem, pomocnik malarza Claude'a Callota.
Moda na chińszczyznę rozwijała się w Polsce także za sprawą wybitnego kolekcjonera, pasjonata chinoiserie króla Augusta II Sasa. Sprowadzony przez niego w pierwszej połowie XVIII w. z Drezna lakiernik Martin Schnell był jednym z pierwszych działających w Polsce specjalistów od chińszczyzny. 

### Malarze od chińszczyzny działający na terenie Rzeczypospolitej
Martin Schnell, jak również inni malarze od chińszczyzny działający w tym okresie i późniejszym, dekorowali w stylu chińskim meble, zegary, instrumenty muzyczne, kabinety, pojazdy, tapety, świeczniki, porcelanę itd. Na obicia czy tapety nanoszone były fragmenty egzotycznych tkanin, wzory i sceny wycinane z wschodnich malowideł lub grafik. Oprócz wzoru, projektu i symboliki w stylu chinoiserie, malarze lakiernicy używali technik malarskich imitujących techniki zdobnicze z Dalekiego Wschodu, stosowali kolorowe laki i lakiery, takie jak imitujący wschodnią lakę vernis Martin, czy laki typu namban i burgaute. Wykonywano złocenia z użyciem drobno krojonych metalowych płatków, zatopionych w warstwach lakieru w typie maki-e. Malarz Józef Rogowski, wykonujący w 1727 roku chiński gabinet na zamku w Podhorcach, używał podczas prac zdobniczych własnej receptury na werniks – lakę nazywaną w Polsce chińskim pokostem, podobnie jak działający w Krakowie Michał Groblicz.
Umiejętności malarzy od chińszczyzny, nazywanych czasem chińczykami, ilustrują dwie umowy z malarzami z drugiej połowy XVIII w. Hetman Jan Klemens Branicki, zamożny kolekcjoner „chińskości”, zlecił wykonanie karety malowanej białym lakierem z zatopionymi kawałkami złota. Poszukiwano do tej pracy "chińczyka" w Warszawie, angażowano także warszawskiego malarza Łukasza Smuglewicza, ojca Franciszka Smuglewiczaa. Tak o tym pisano: 

...Malarza do karety sprowadzałem, P. Szmuglewicza, który nie podejmie się sam tej roboty, ponieważ to jest chińska, na gruncie wysypywana metalem tartym, a potem kolor dawany, na którym kolorze malowane jak osóbki, tak herby i cyfry. Tenże Pan Szmuglewicz deklarował sprowadzić tego co chińskie roboty robi, jeżeli się podejmie takiż grunt dać, a potem kolor...Pan Szmuglewicz podejmie się malować. Jeżeli się tedy chińczyk podejmie....

W roku 1771 została spisana podobna umowa pomiędzy bernardynami z Zasławia na Wołyniu a Janem Baranowskim, „kunsztu chińskiego magistrem”, prawdopodobnie pochodzącym ze Lwowa. Umowa dotyczyła złocenia i malowania pokostem chińskim organów, wykonanych przez organmistrza Michała Sadkowskiego.
Także pod koniec XVIII wieku pojawiają się w polskich dokumentach określenia "magister", "malarz od chińszczyzny" czy "chińczyk". 
W rozporządzeniu rektora Akademii Krakowskiej Stanisława Filipowicza, dotyczącym wykazu członków kongregacji malarzy krakowskich rozróżniano malarzy, którzy chińszczyznę praktykują na drewnie albo na innym fundamencie. Sztukę złoconą-pozłotniczą i lakierniczą wymieniano razem, więc prawdopodobnie specjalizacja dotyczyła malarzy lakierników i pozłotników zarazem.
„Magistrem do złocenia i chińszczyzny” był wymieniany w 1762 w Krakowie członek cechu malarzy Wojciech Piłaciński.